# Ashley Liao
Ashley Liao (21 de octubre de 2001) es una actriz estadounidense. Comenzó su carrera como actriz infantil en las series Fuller House (2016-2020) y The Kicks (2016). Desde entonces ha aparecido en la serie Physical de Apple TV+. Sus películas incluyen Secret Society of Second-Born Royals de 2020 y Love in Taipei de 2023.

## Educación y primeros años
Liao nació en el condado de Orange , California, Estados Unidos, el 21 de octubre de 2001 en una familia taiwanesa. Comenzó a actuar en producciones locales de teatro musical cuando estaba en quinto grado, consiguiendo el papel de Dorothy en El mago de Oz en su segunda producción. Obtuvo un título de asociado y se graduó con un 4.0 antes de estudiar comunicación en la UCLA. Ella también canta en YouTube.

## Carrera
Después de firmar con un agente en 2013, Liao comenzó su carrera profesional con apariciones especiales en Bad Teacher, seguidas de apariciones especiales en Fresh Off The Boat y Nicky, Ricky, Dicky & Dawn.
En 2016, consiguió el papel de Mandy en la película de Disney XD Jessica Darling's It List, producida por Debby Ryan. Liao interpretó el papel de Lola Wong en el spin-off de Netflix de Full House, Fuller House durante sus primeras tres temporadas. Fue ascendida a personaje regular en la segunda temporada.